# マルガレーテ・ネトケ＝レーヴェ
マルガレーテ・ユリア・ネトケ＝レーヴェ（Margarete Julia Netke-Löwe、1884年（明治17年）6月27日 - 1971年（昭和46年）4月30日）は、ドイツの声楽家（ソプラノ）、音楽教育者。外国人教師として来日し、日本の声楽家を数多く育てた。東京芸術大学名誉客員教授。

## 経歴
1884年、ユダヤ人ジャーナリストのエルンスト・レーヴェの娘としてブレスラウ（現・ポーランド領ヴロツワフ）に生まれた。同地の王立アウグスタ高等女学校を卒業し、英語教員免許状を取得。ブレスラウで語学教師としての見習い期間を修了し、ベルリン、ミュンヘン、フランクフルト・アム・マインで声楽を学んだ。ベルリンでは、ベルリン音楽学校（現: ベルリン芸術大学）で学び卒業した。フランクフルトではヨハネス・メスハールトとライムント・フォン・ツル＝ミューレンに師事。ドイツ、オーストリア、オランダ、バルト三国、スウェーデンなどでコンサート活動を行う。

### 来日
1924年（大正13年）10月に東京音楽学校に招かれて来日し、1931年（昭和6年）までドイツ歌曲・唱歌の教師を務めた。その後は東京高等音楽学院（現・国立音楽大学）で教師を務める傍ら、日本各地や台湾、満州、中国を巡るツアーに参加した。夫は写真家・画家のマルティン・ネトケ。
1930年代半ばにナチスがドイツで権力を握るようになると、ユダヤ人のネトケ＝レーヴェと彼女の夫は、東京の日本社会でもドイツ東洋文化研究協会（OAG）からも排除され、ドイツに戻ることもできなかった。この間、1938年4月に行われた第6回日本音楽コンクールでは声楽部門の審査員などを務めたが、ネトケ＝レーヴェが東京音楽学校の教師に戻ることができたのは1946年（昭和21年）であった。

### 戦後
1950年まで東京音楽学校教師を、1965年まで東京芸術大学講師を務め、同大学退職時に「外国人名誉客員教授」の称号を得た。その後も、宮城学院女子専門学校（1933年～1940年、現・宮城学院女子大学）や自由学園（1937年～1944年）でも教えた。1971年（昭和46年）4月30日、東京都港区白金台の自宅にて老衰のために死去。

## 業績
主な門下生として、伊藤武雄、木下保、佐藤美子、立川清澄、田中信昭、長門美保、四家文子、関種子、伊藤京子、細川碧、白石顕雄、薗田誠一、徳山璉、澤智子、黒澤貞子、斎藤静子、岩谷広子などがいる。

## 受賞・栄典
- 1955年：ドイツ連邦共和国功労勲章

## 主なディスコグラフィー
- CD ロームミュージックファンデーションSPレコード復刻CD集 日本語版 オムニバス[15]

## 著作・寄稿等
- 音楽 第10號（1933年3月）シューベルトの「魔王」演奏手引/マ・ネトケ、レーヴェ 乙骨三郎 訳、27頁[16]
- 月刊楽譜.22(5);5月號（月刊楽譜発行所、1933-05-01）聲樂家から見たブラームスの意義/ネトケ・レーヴエ[17]
- 月刊楽譜.24(2);2月號（月刊楽譜発行所、1935-02-01）ネトケ・レーヴエ先生謝恩演奏會 近衞氏とレーヴエ夫人及門下生[17]
- 月刊楽譜.24(6);6月號（月刊楽譜発行所、1935-06-01）ネトケレーヴエ夫人[17]
- 婦人之友 .29(4)（婦人之友社 、1935-04）私の好きなCORNER 愛する部屋/マルガレーテ･ネトケ･レーベ[17]
- 婦人之友.31(7)（婦人之友社、1937-07）ネトケ･レーヴエ夫人とお鶴さん[17]
- 婦人之友.31(12)（婦人之友社、1937-12）口繪 住み方工夫 食器戶棚/ネトケ･レーペ[17]
- フィルハーモニー.24(5)（NHK交響楽団 、1952-05）ゲルハルト･ヒュッシュ/レーヴェM.ネトケ[17]
- 音楽の友.8(5);五月號（音楽之友社 、1950-05-01）ネトケレーベ[17]
- 音楽の友.10(6);六月号（音楽之友社、1952-06-01）ゲルハルト・ヒュッシュの芸術/レーヴェ M.ネトケ;桂近乎訳[17]
- 音楽の友.11(9);九月号（音楽之友社、1953-09-01）四人の来朝声楽家の印象/ネトケ・レーヴェ[17]
- 音楽の友.12(9);九月号（音楽之友社、1954-09-01）昔の生徒・今の生徒/ネトケ・レーヴェ[17]
- 音楽の友.17(9);9月号（音楽之友社、1959-09-01）ネトケ＝レーヴェ/中山悌一[17]
- シューマン 歌曲集  : 唱法と解釈 M.ネトケ・レーヴェ 著[他]（音楽之友社、1955）[17]
- シューベルト歌曲集[2]